# زندگی با کودکان
زندگی با کودکان (انگلیسی: Vita coi figli) یک فیلم در ژانر به کارگردانی دینو ریسی است که در سال ۱۹۹۰ منتشر شد. از بازیگران آن می‌توان به جانکارلو جانینی، مونیکا بلوچی، و کرین کلری اشاره کرد.